# Europese weg 661
De Europese Weg 661 of E661 is een Europese weg die loopt van Balatonkeresztúr in Hongarije naar Zenica in Bosnië en Herzegovina.

## Algemeen
De Europese weg 661 is een Klasse B-verbindingsweg en verbindt het Hongaarse Balatonkeresztúr met het Bosnische Zenica en komt hiermee op een afstand van ongeveer 430 kilometer. De route is door de UNECE als volgt vastgelegd: Balatonkeresztúr - Nagyatád - Barcs - Virovitica - Okučani - Banja Luka - Jajce - Donji Vakuf - Zenica.